# Reidemeister-beweging
In de knopentheorie, een deelgebied van de topologie, zijn de Reidemeisterbewegingen een drietal bewegingen die, indien herhaaldelijk toegepast, twee knopendiagrammen die een weergave van dezelfde knoop voorstellen, in elkaar kunnen overvoeren.
In 1927 wisten J.W. Alexander en G.B. Briggs, en onafhankelijk van deze twee Kurt Reidemeister, aan te tonen dat twee knopendiagrammen, die beide dezelfde knoop weergaven, in elkaar overvoerd konden worden door een opeenvolging van drie soorten bewegingen op dit knoopdiagram. Deze drie bewegingen, die hieronder worden weergegeven, worden Reidemeisterbewegingen genoemd:
Twee diagrammen stellen dezelfde knoop voor als ze in elkaar kunnen worden omgevormd door een eindig aantal keren de volgende transformaties toe te passen:

De eerste Reidemeister-beweging laat toe, een "kink in de kabel" te elimineren.
De tweede Reidemeister-beweging scheidt twee segmenten die zonder verbinding boven elkaar passeren.
In de derde Reidemeister-beweging passeert een segment over de kruising van twee lager gelegen segmenten.

1. een eenvoudige lus verwijderen;
2. bij twee segmenten met nabijliggende onderlinge snijpunten met gelijke oriëntatie, de snijpunten verwijderen (de segmenten parallel hertekenen);
3. bij drie segmenten met nabijliggende onderlinge snijpunten, waarbij een van de drie segmenten de andere twee met gelijke oriëntatie snijdt, het derde snijpunt aan de andere kant van het ene segment hertekenen.

Deze stelling wordt onafhankelijk toegeschreven aan Alexander en Reidemeister. De drie transformaties heten Reidemeister-bewegingen.

## Voorbeelden
Het diagram van het cijfer acht kan worden herleid tot een eenvoudige cirkel door toepassing van de eerste Reidemeister-beweging. Het rechter diagram in de onderstaande figuur stelt eveneens de triviale knoop voor; dit kan worden aangetoond door tweemaal achter elkaar de eerste Reidemeister-beweging toe te passen.

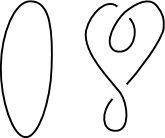
Twee verschillende diagrammen die dezelfde knoop (de triviale knoop) voorstellen.

## Invarianten
De Reidemeister-bewegingen geven in principe een algoritme om na te gaan of twee diagrammen dezelfde knoop voorstellen. Men kan echter met een gegeven diagram ook uniek bepaalde algebraïsche objecten associëren, die onveranderlijk blijven onder de Reidemeister-bewegingen (en die dus slechts van de knoop zelf afhangen, en niet van de gekozen inbedding of het gekozen knoopdiagram). Dergelijke objecten heten (knoop-)invarianten.
De knoopgroep is de fundamentaalgroep van het complement van het beeld van de inbedding. Dit is vanzelfsprekend een invariant. Knopen met isomorfe knoopgroepen hoeven niet identiek te zijn. Elke knoop heeft dezelfde knoopgroep als zijn spiegelbeeld.
Een aantal bekende invarianten neemt de vorm aan van een polynoom. Voorbeelden zijn het Alexander-veelterm en het Jones-veelterm. Polynomen hebben het voordeel dat hun onderlinge gelijkheid erg eenvoudig kan worden nagegaan.